# Willigis

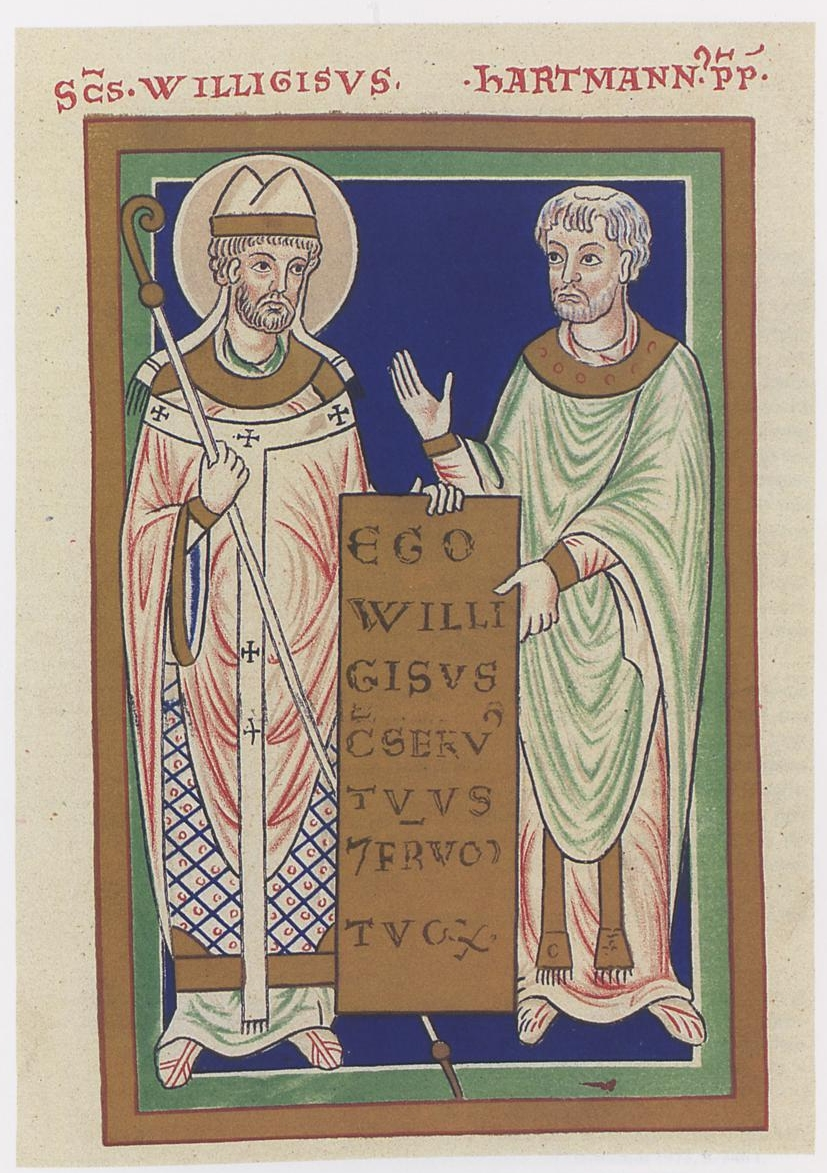
Fiktive Darstellung des 12. Jahrhunderts

Willigis, selten auch Williges oder Willegis (* um 940 in Schöningen; † 23. Februar 1011 in Mainz) war Erzbischof des Bistums Mainz. Willigis ist ein Heiliger der römisch-katholischen Kirche. Gedenktag ist sein Todestag.

## Leben
Willigis wurde um 940 in Schöningen im heutigen Niedersachsen als Sohn freier, aber nichtadeliger Eltern geboren. Er gelangte durch seinen Mentor Bischof Volkold von Meißen vermutlich 969 an den Hof von Kaiser Otto I. Ab 971 hatte Willigis das Amt des Kanzlers inne, das er auch unter Otto II. behielt. Im Januar 975 wurde er von Otto II. zum Erzbischof von Mainz erhoben.
Willigis gilt als Schlüsselfigur in der Geschichte des Erzbistums Mainz. Wie nur wenige verstand er es, die Geschicke von Kirche und Reich im Frühmittelalter zu lenken und die Bedeutung der Kirchenprovinz Mainz auszubauen. Seit seiner Ägide war die Würde des Reichserzkanzlers für Germanien meist mit dem Erzbistum Mainz verbunden. Zu seiner Wahl zum Erzbischof 975 erhielt Willigis von Papst Benedikt VII. ein Privileg mit der Ernennung zum päpstlichen Vikar auf Lebenszeit. „Willigis sollte auf vergleichbare Weise [wie der Papst den Bischöfen insgesamt gegenüber] den Vorrang, die Präeminenz, vor den übrigen Erzbischöfen und Bischöfen des nordalpinen Reiches besitzen. Und offensichtlich sollte diese Präeminenz auf seine Nachfolger übergehen, wie es auch bei den Päpsten der Fall war. Von seiner Präeminenz Gebrauch machen sollte Willigis bei zwei ausdrücklich genannten Gelegenheiten: bei der Veranstaltung von Synoden und bei der Weihe und Krönung des Königs.“
Im Jahr 983 nahm Willigis am Reichstag Ottos II. in Verona teil, an dem er von ihm am 13. Juni 983 die Veroneser Schenkung erhielt, die dem Erzbistum Gebiete von Ingelheim bis nach Heimbach und nach Kaub sowie das Gebiet beiderseits der unteren Nahe und den Rheingau rechts des Rheins zusprach. Die Schenkung begründete einen großen Teil des späteren Kurstaates (Kurmainz), über den der Erzbischof als Landesherr regieren sollte.
Nach dem Tod Ottos II. am 7. Dezember 983 wurde dessen dreijähriger Sohn Otto III. neuer König. Bis zu seiner Volljährigkeit sollte seine Mutter, die Kaiserin Theophanu, als Reichsverweserin fungieren. Nach ihrem Tod 991 wurde Willigis faktisch Regent des Reiches, bis Otto III. 994 für mündig erklärt wurde. Daraus folgten Tributzahlungen an ihn, die das Erzbistum zu einer der reichsten Kirchen des Abendlandes machten.
Willigis begleitete 996 Otto III. nach Rom, wo dieser Papst Johannes XV. gegen die römische Adelsfamilie der Crescentier beistehen wollte. Nach dem plötzlichen Tod Johannes’ proklamierte Otto seinen Vetter Brun zum neuen Papst Gregor V. Gregor wurde unter Mitwirkung Willigis’ zum neuen Bischof von Rom geweiht. Nach dem frühen Tod Ottos III. am 24. Januar 1002 wurde auf Veranlassung Willigis’ Heinrich II. zum neuen König gewählt und am 7. Juni 1002 von ihm im Mainzer Dom gekrönt. Der im ganzen Reich hochangesehene Willigis wurde von Zeitgenossen als „des Kaisers und des Reiches Vater“ bezeichnet.
Am 23. Februar 1011 starb Willigis in Mainz. Er wurde in der Mainzer Stephanskirche begraben.

## Der Baumeister

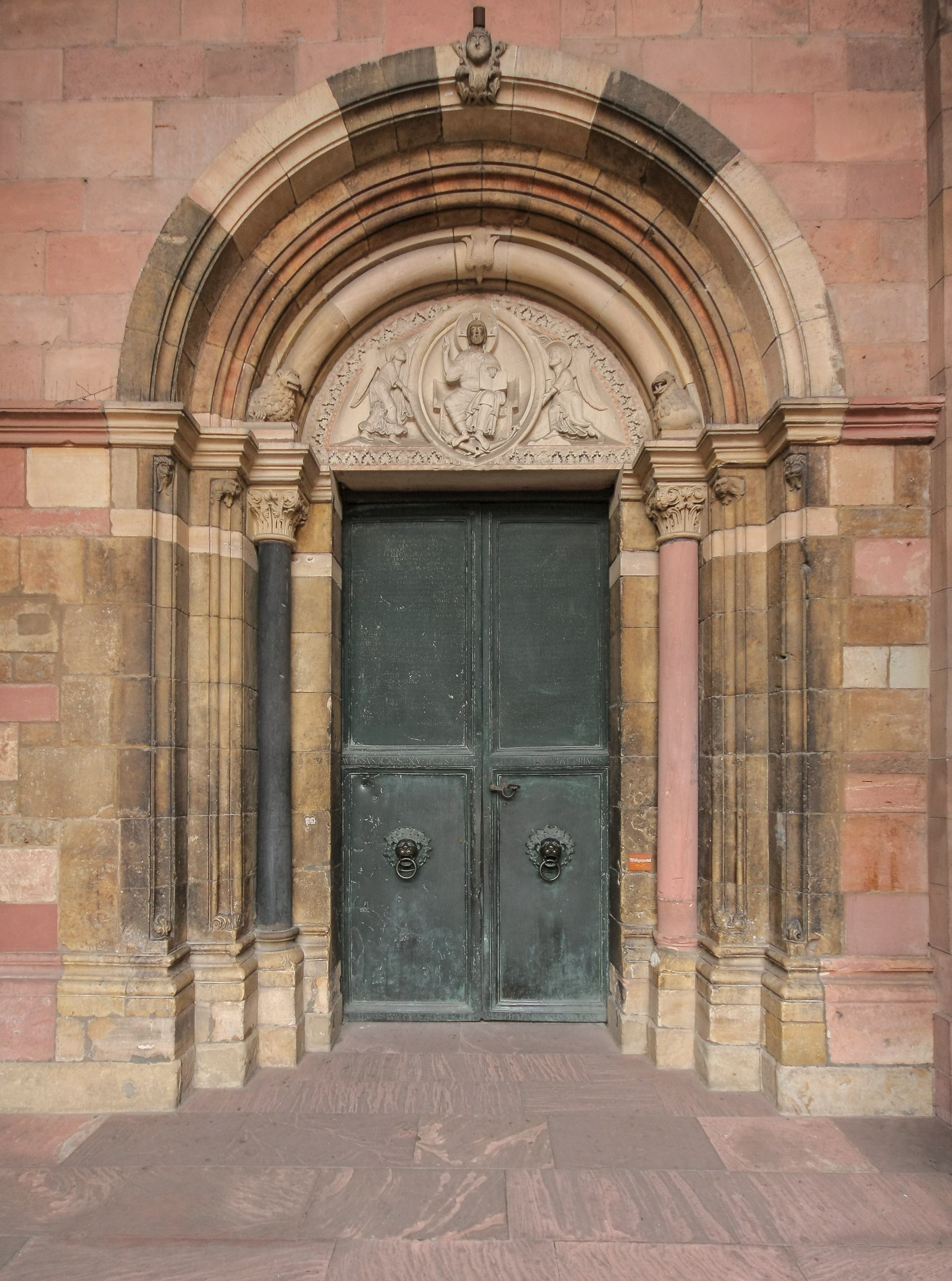
„Willigistür“ am Marktportal des Mainzer Doms um 1000

Willigis ist der Bauherr des Mainzer Doms, der (freilich mit einigen Umbauten) noch heute besteht. Zumeist wird angenommen, dass Willigis bereits bei Amtsantritt 975 mit dem Bau des Domes begann. Der Dom sollte Bedeutung und Stellung des Mainzer Erzbistums in Reich und Gesamtkirche verdeutlichen. Seelsorgerische Gründe lagen seiner Konzeption nicht zugrunde. Der Dom war so groß, dass damals alle Bürger der Stadt in ihm Platz gefunden hätten. Er war der erste Bau dieser Größe nördlich der Alpen.
Nach anderer Auffassung wird der Baubeginn um etwa 998 datiert. 997 hatte Kaiser Otto III., der sich mit Willigis entzweit hatte, beim Papst ein Indult erwirkt. Dieses machte es dem Mainzer Erzbischof unmöglich, in der Krönungskirche der deutschen Könige in Aachen, das zum Bistum Lüttich und damit zur Kölner Kirchenprovinz gehörte, die Messe zu feiern. Infolgedessen wäre ihm also die Möglichkeit der Königskrönung genommen gewesen. Willigis könnte daher geplant haben, diese Papstentscheidung zu umgehen, indem er eine neue Krönungskirche für die deutschen Könige bestimmte: den neuen Mainzer Dom eben. Tatsächlich wurden auch die nächsten zwei Könige Heinrich II. und Konrad II. (1024) im Mainzer Dom gekrönt.
Gesichert ist, dass der Dom 1009 vollendet wurde. Am Tag der geplanten Weihe (oder am Tag davor) brannte der Dom (vermutlich infolge der Festillumination) jedoch ab. Ungebrochen davon begann der bereits 69-jährige Willigis mit dem Wiederaufbau. Willigis errichtete ab ca. 990 auch die Stiftskirche St. Stephan zu Mainz. Dort wurde Willigis begraben, weil seine Bischofskirche, der Dom, noch nicht weit genug wiederhergestellt war. Das Stift St. Viktor vor Mainz wurde im Jahr 994 oder 995 gegründet und im Beisein Ottos III. von Erzbischof Willigis eingeweiht. Außerdem verlieh Willigis der Binger Kirche St. Martin den Rang einer Stiftskirche und leitete dafür möglicherweise Baumaßnahmen ein; auch ließ er in Bingen die Drususbrücke, eine Steinbrücke über die Nahe erbauen. Auch die Grundzüge der Willigisbrücke in Aschaffenburg, eine Holzbrücke, wurden von ihm errichtet.

## Gedenken

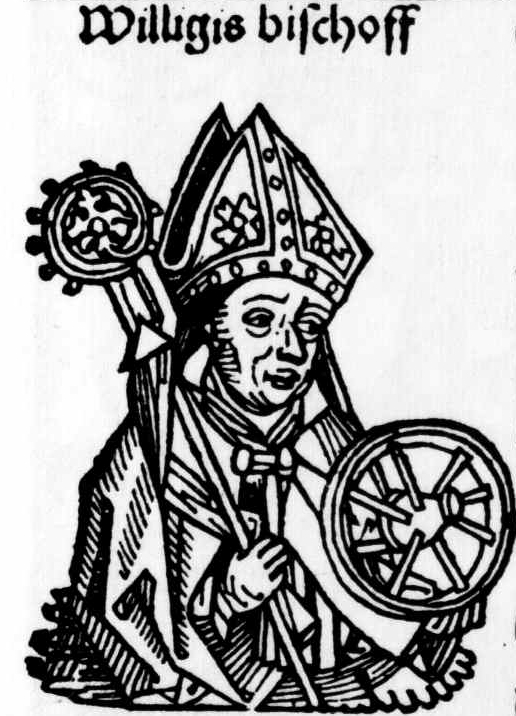
Fiktive Darstellung in der Schedelschen Chronik 1493 mit seinem angeblichen Wappen, dem Mainzer Rad

Um 1150 entstand eine Sammlung von Hymnen, Antiphonen und Responsorien, die Hartmann, Dompropst und Propst in St. Stephan zur Zeit von Erzbischof Heinrich Felix von Harburg zugeordnet wird. Ob diese Sammlung jemals im Hochmittelalter als Grundlage für Willigisfeiern genutzt wurde, ist nicht nachweisbar, die lateinischen Texte der Handschrift wurden später zweimal, 1675 und 1869, vollständig in Büchern abgedruckt. Nach der Auflösung des Stephansstifts zum Beginn des 19. Jahrhunderts gelangten die Manuskripte zunächst nach St. Petersburg und später in die Russische Staatsbibliothek nach Moskau.
Nach ihm wurde der Willigisplatz vor der katholischen Pfarrkirche St. Stephan in Mainz benannt. Auch das Bischöfliche Willigis-Gymnasium und die Willigis-Realschule in der Stadt tragen seinen Namen. In Aschaffenburg erinnern ein Straßenname und die Willigisbrücke an ihn.
Der Wissenschaftlich Katholische Studentenverein Unitas Willigis Mainz wurde ebenfalls nach ihm benannt.